# Ambasada Kostaryki przy Stolicy Apostolskiej
Ambasada Republiki Kostaryki przy Stolicy Apostolskiej – misja dyplomatyczna Republiki Kostaryki przy Stolicy Apostolskiej. Ambasada mieści się w Rzymie.
Ambasador Kostaryki przy Stolicy Apostolskiej akredytowany jest również przy Zakonie Maltańskim oraz przy Organizacji Narodów Zjednoczonych do spraw Wyżywienia i Rolnictwa.